# Pseudomacrochenus affinis
Pseudomacrochenus affinis är en skalbaggsart som beskrevs av Stefan von Breuning 1960. Pseudomacrochenus affinis ingår i släktet Pseudomacrochenus och familjen långhorningar. Inga underarter finns listade i Catalogue of Life.